# Sophie Apel
Sophie Apel (* 19. September 1996), verheiratete Sophie Sarnighausen, ist eine deutsche Volleyball- und Beachvolleyballspielerin.

## Leben
Sophie Apel ist Lehrerin für Mathematik und Sport am Ernst-Haeckel-Gymnasium in Werder (Havel).

## Sportliche Karriere
Apel spielte von 2016 bis 2023 Volleyball als Außenangreiferin in der 3. Liga Nord bei VSV Grün-Weiß Erkner, bei SG Rotation Prenzlauer Berg  und bei USV Potsdam.
Seit 2015 spielt Apel auch Beachvolleyball mit verschiedenen Partnerinnen auf nationalen Turnieren, darunter Stefanie Kelm, Viktoria Seeber und Nele Barber. Mit Anne Schmitt siegte sie 2023 beim „Rock the Beach“-Ersatzturnier in Stuttgart und erreichte bei der deutschen Meisterschaft in Timmendorfer Strand Platz neun.